# Sega Master System
Sega Master System (на японски: マスターシステム, наричана още SMS) е трето поколение домашна игрална конзола, произведена и пусната на пазара от компанията Sega през 1985 в Япония (като Sega Mark III), 1986 в Северна Америка, 1987 в Европа и 1989 в Бразилия.